# Амин Абасов
Амин Абасов (на азербайджански: Amin Abbasov) е азербайджански поп певец и актьор

## Биография
Амин Абасов е роден на 10 юли 1994 година в град Агстафа, Азербайджан.От 2010 г. работи като радио водещ. Играе като гост в телевизионния сериал „Нури“

## Филмография
| Година | Филм | Роля |        |
| ------ | ---- | ---- | ------ |
| 2011   | Нури | Али  | Сериал |

## Дискография
- Geri Dön (2016)
- Evleniyoruz
- Gece-Gündüz (2016)
- Aşk Burada (2015) [5]
- Hayalperest (2014) [6]
- Private Love
- Vol. 1 (2014)[7]